# Victor Gabriel Gilbert
Victor Gabriel Gilbert (Parigi, 13 febbraio 1847 – Parigi, 21 luglio 1933) è stato un pittore francese noto soprattutto per le sue scene parigine e per la rappresentazione di scene di mercato.

## Biografia
Studiò con Victor Adam (1801-1866) e successivamente con Charles Busson (1822-1908). Nel 1889 ricevette una medaglia d'argento nella Société des Artistes Français e un premio Bonnat nel 1926 al termine della sua carriera.

## Galleria d'immagini

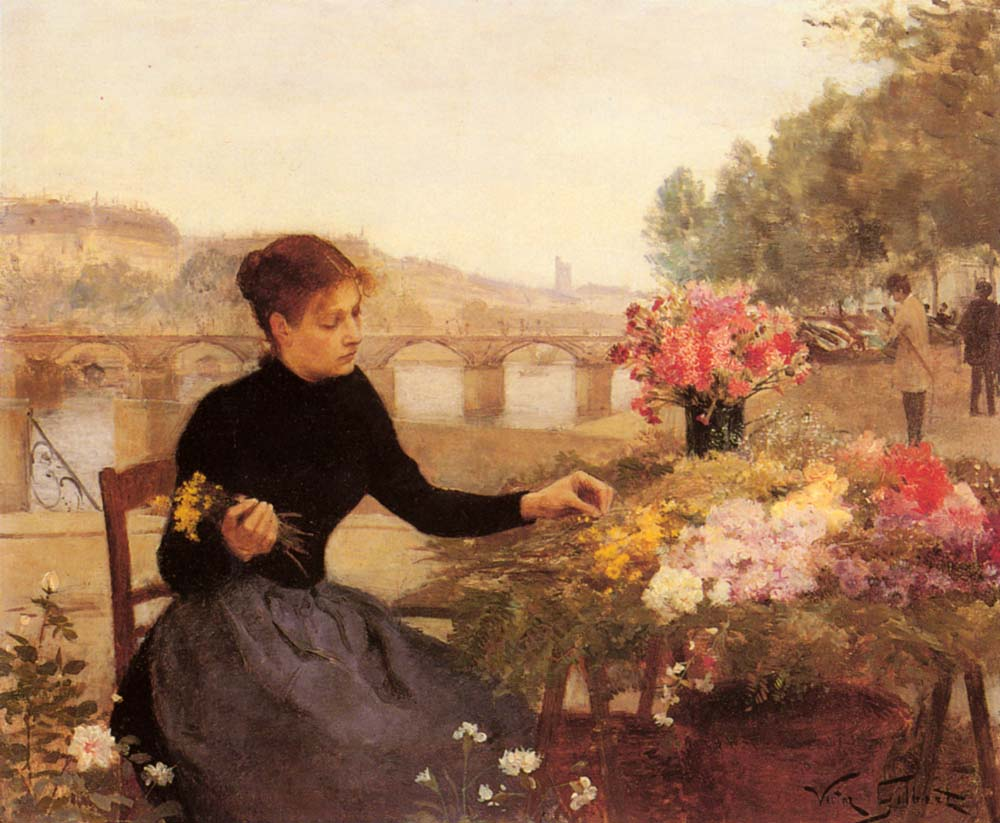
Un mercato dei fiori parigino
Il mercato ortofrutticolo (1878)
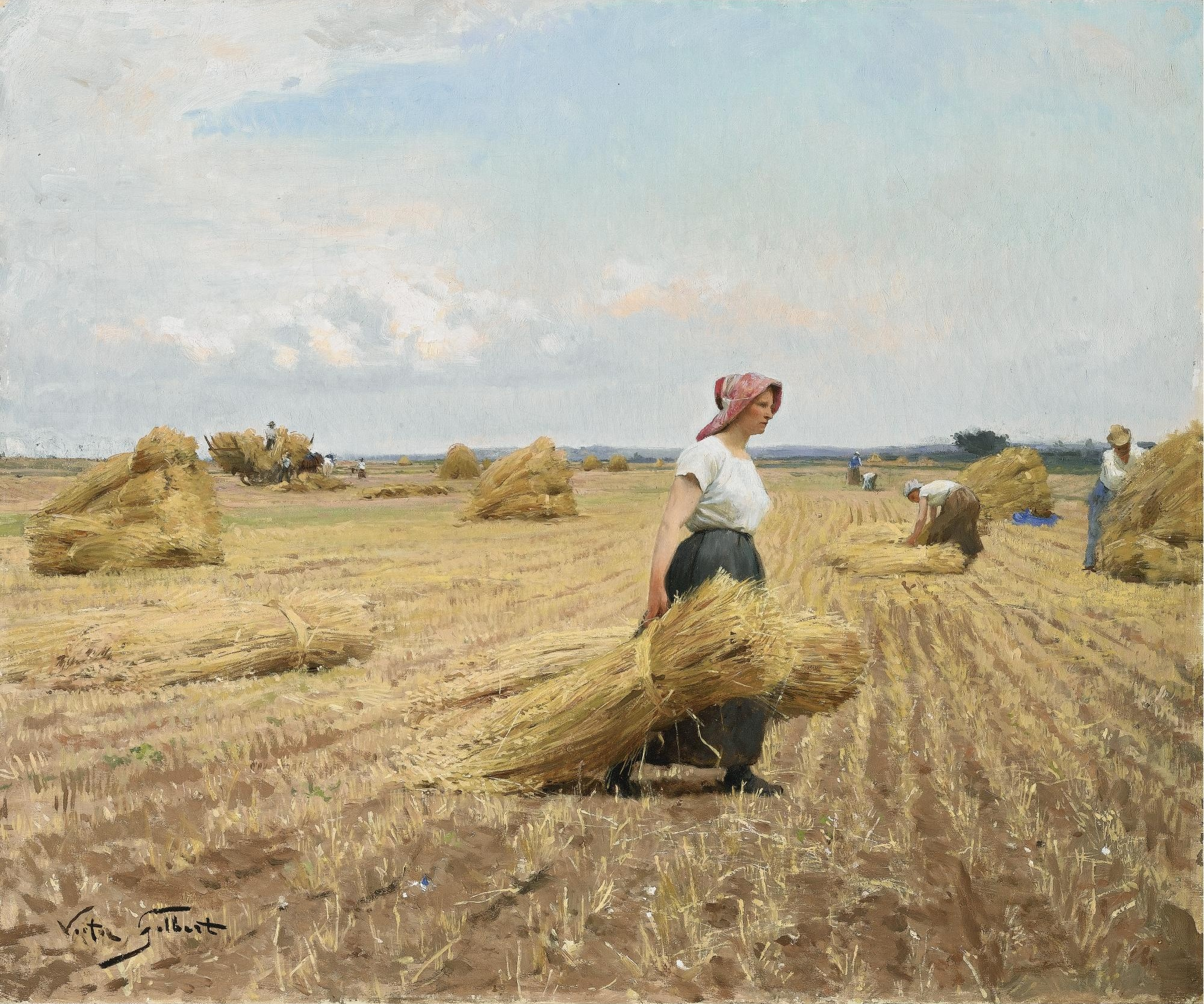
il raccolto
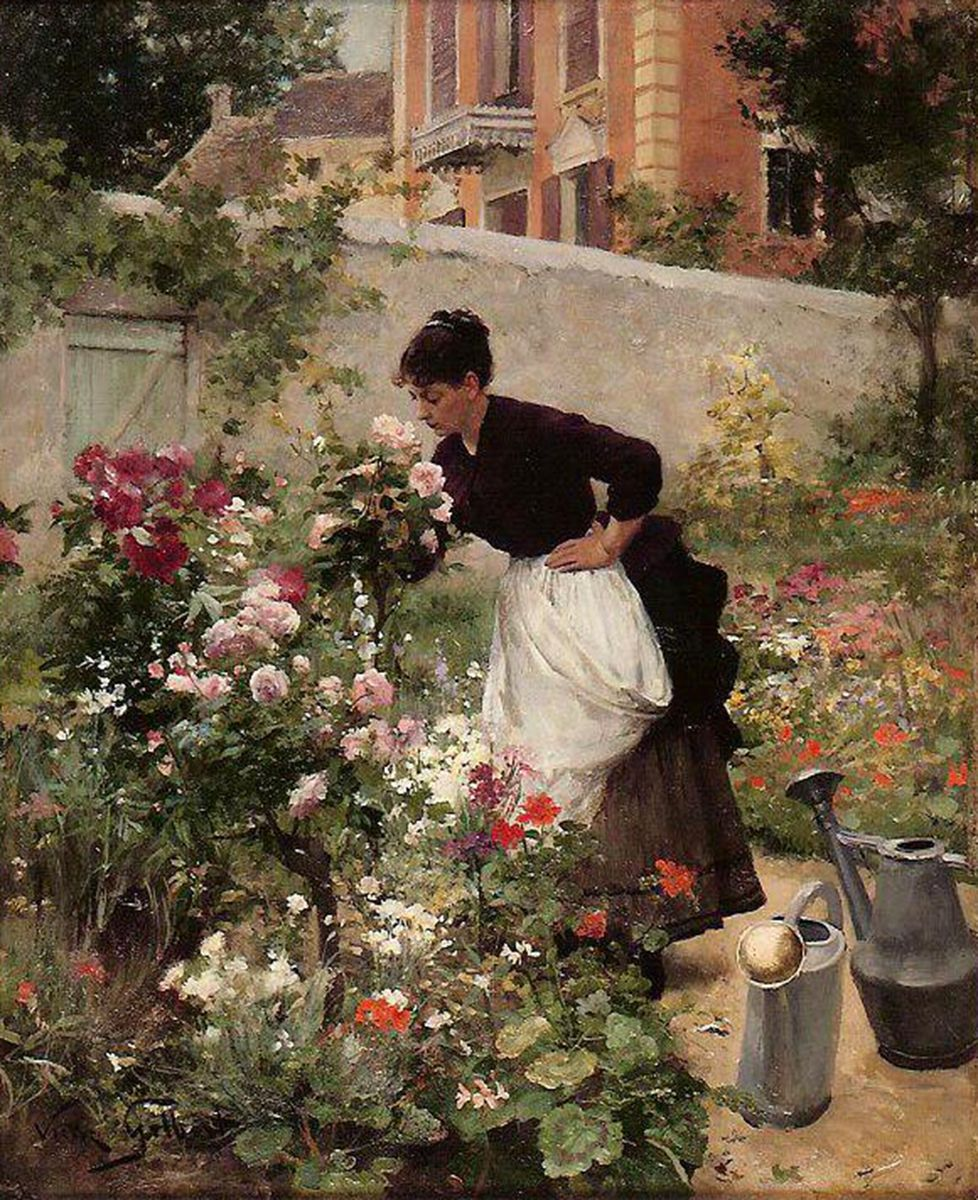
Giovane donna nel giardino fiorito (1885 circa)
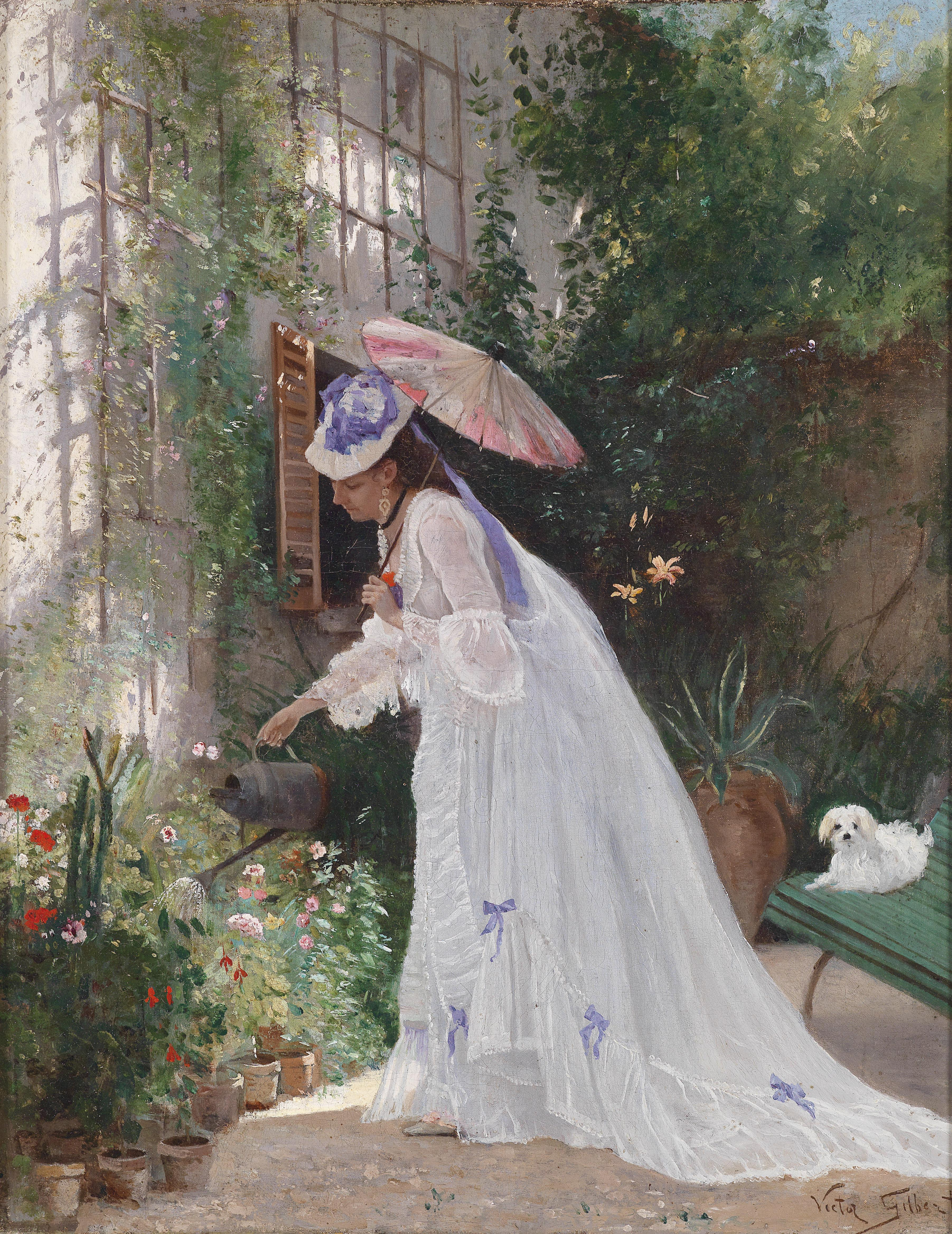
Amorevole cura dei fiori
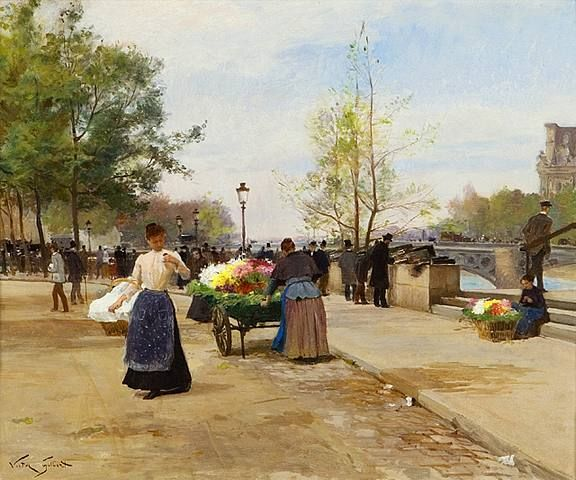
Venditore di fiori vicino al ponte del Louvre
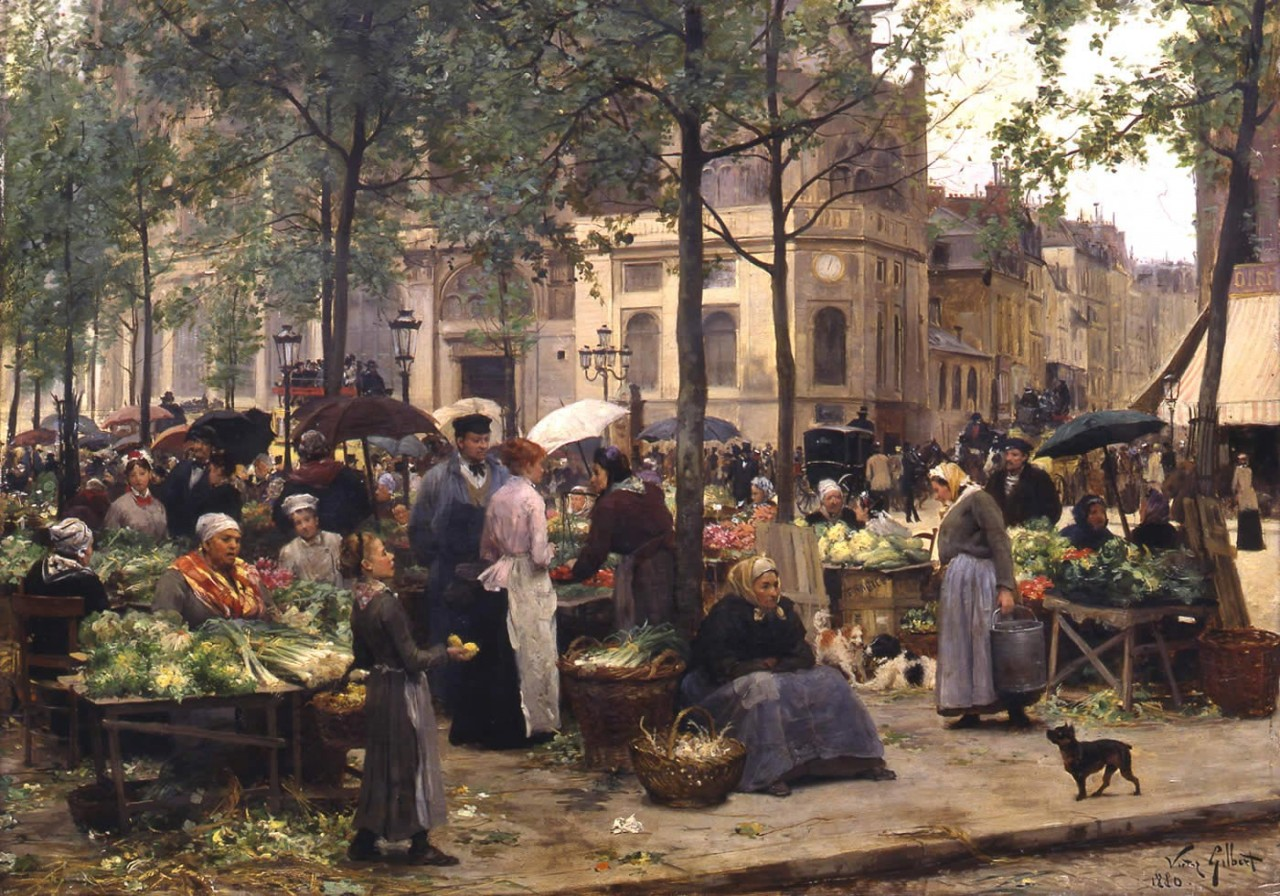
La piastrella della sala (1880)
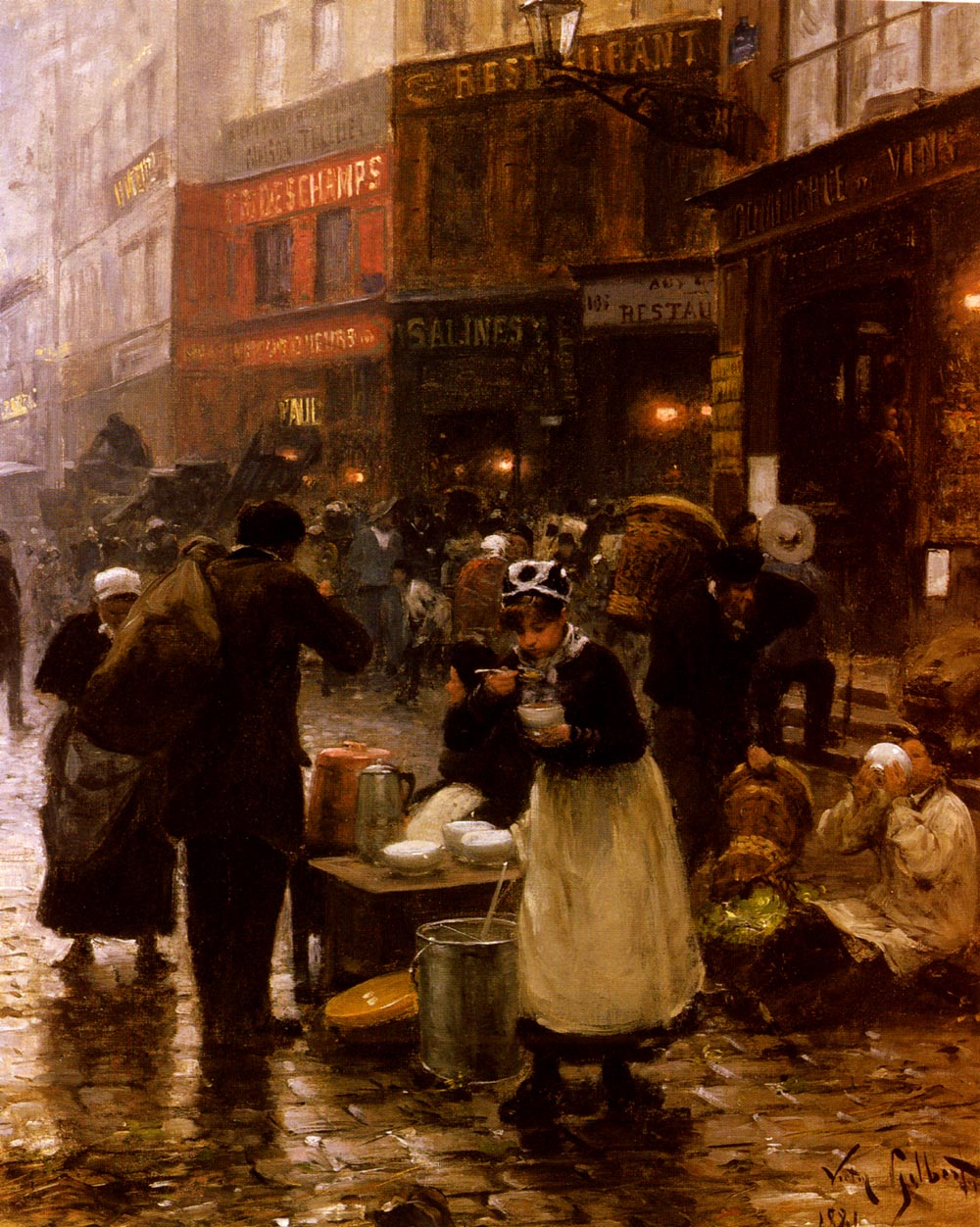
Il giorno del cammino (1881)
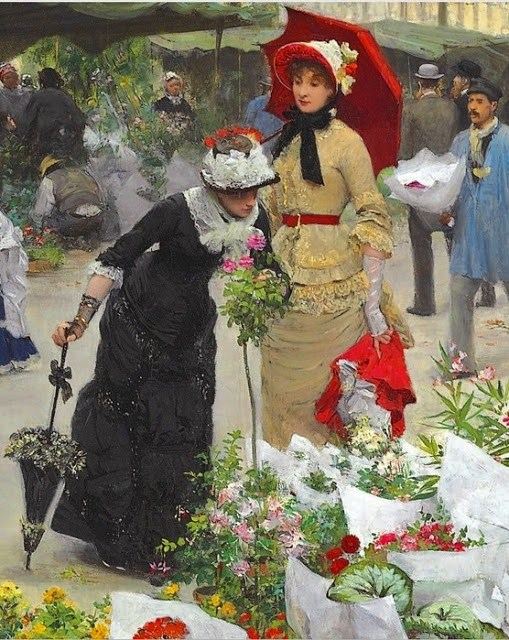
Il mercato dei fiori
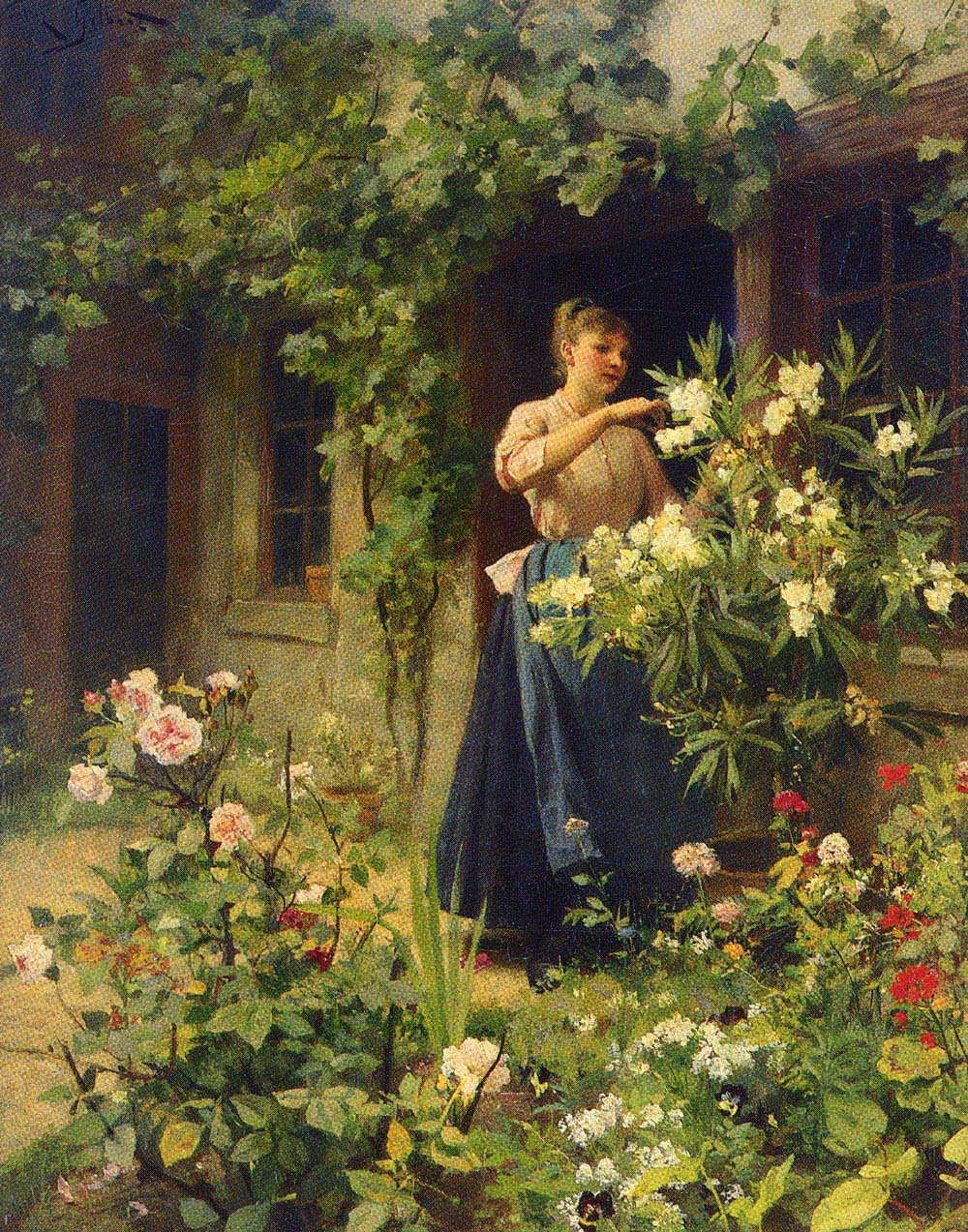
Giardinaggio
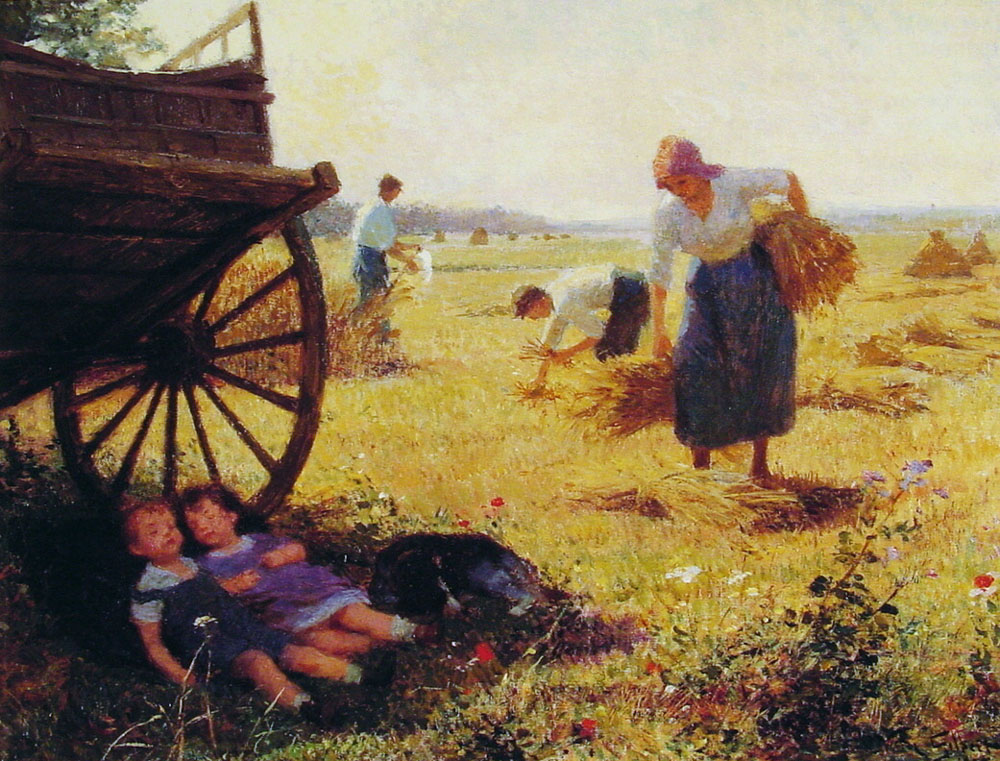
Fienagione (circa 1880)
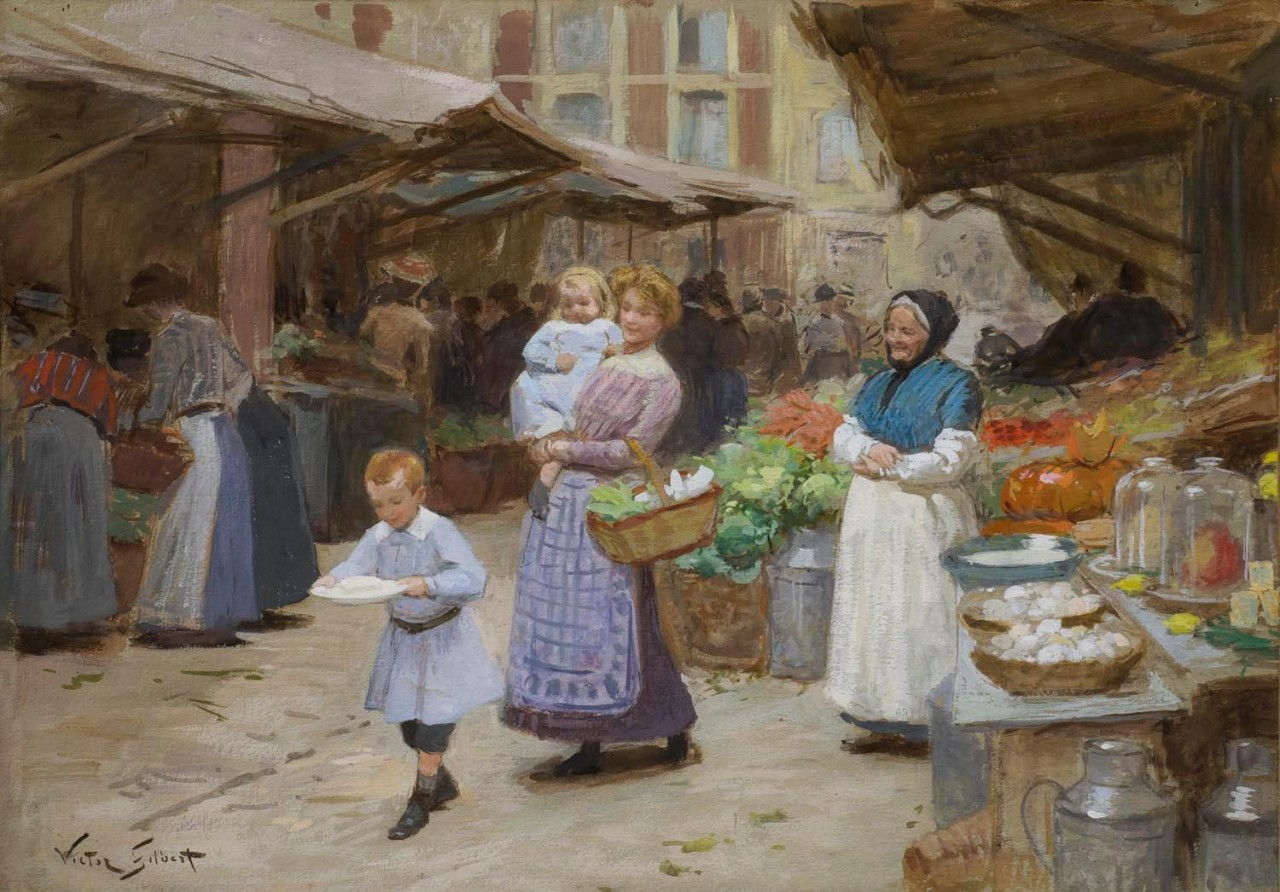
Precauzione
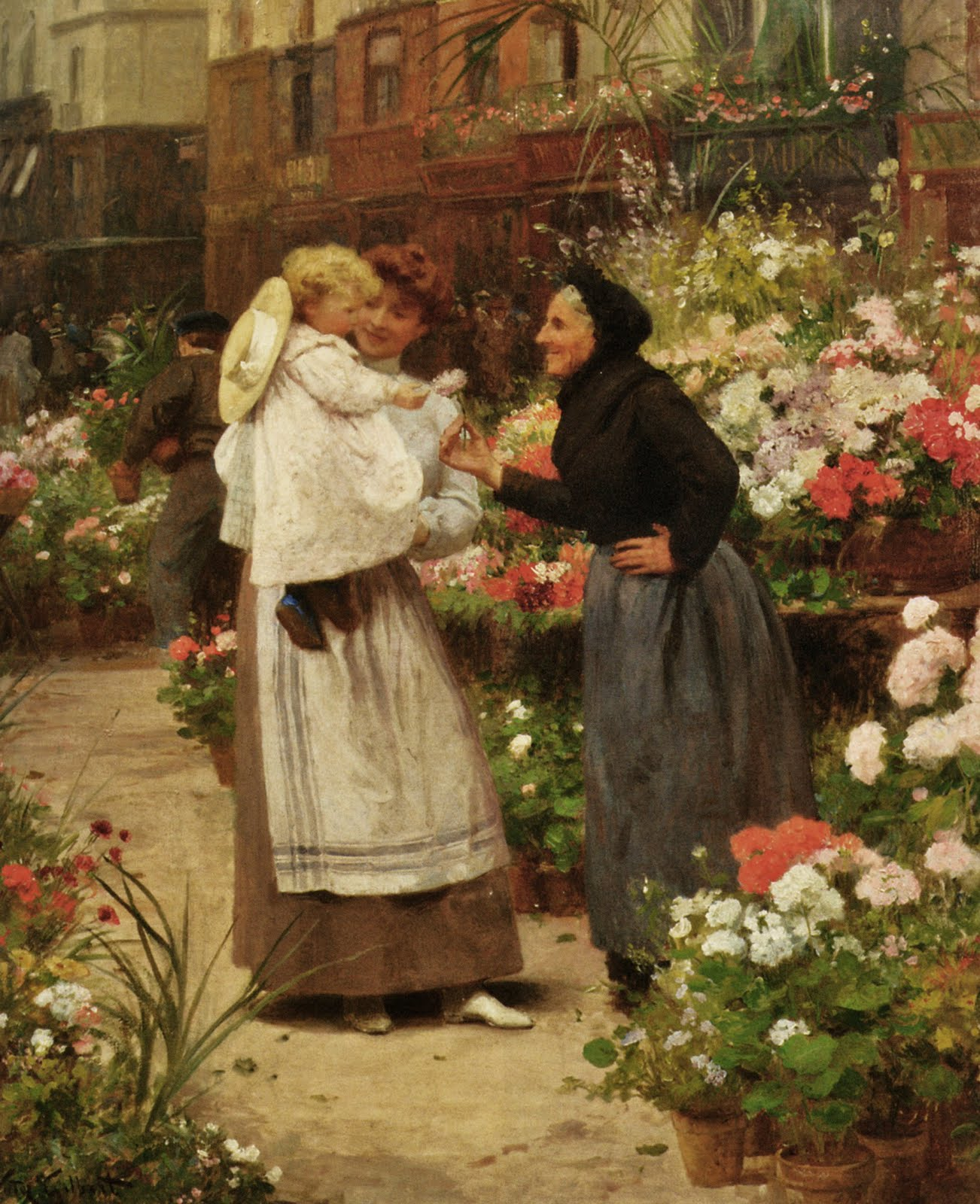
Offrire un fiore a un bambino
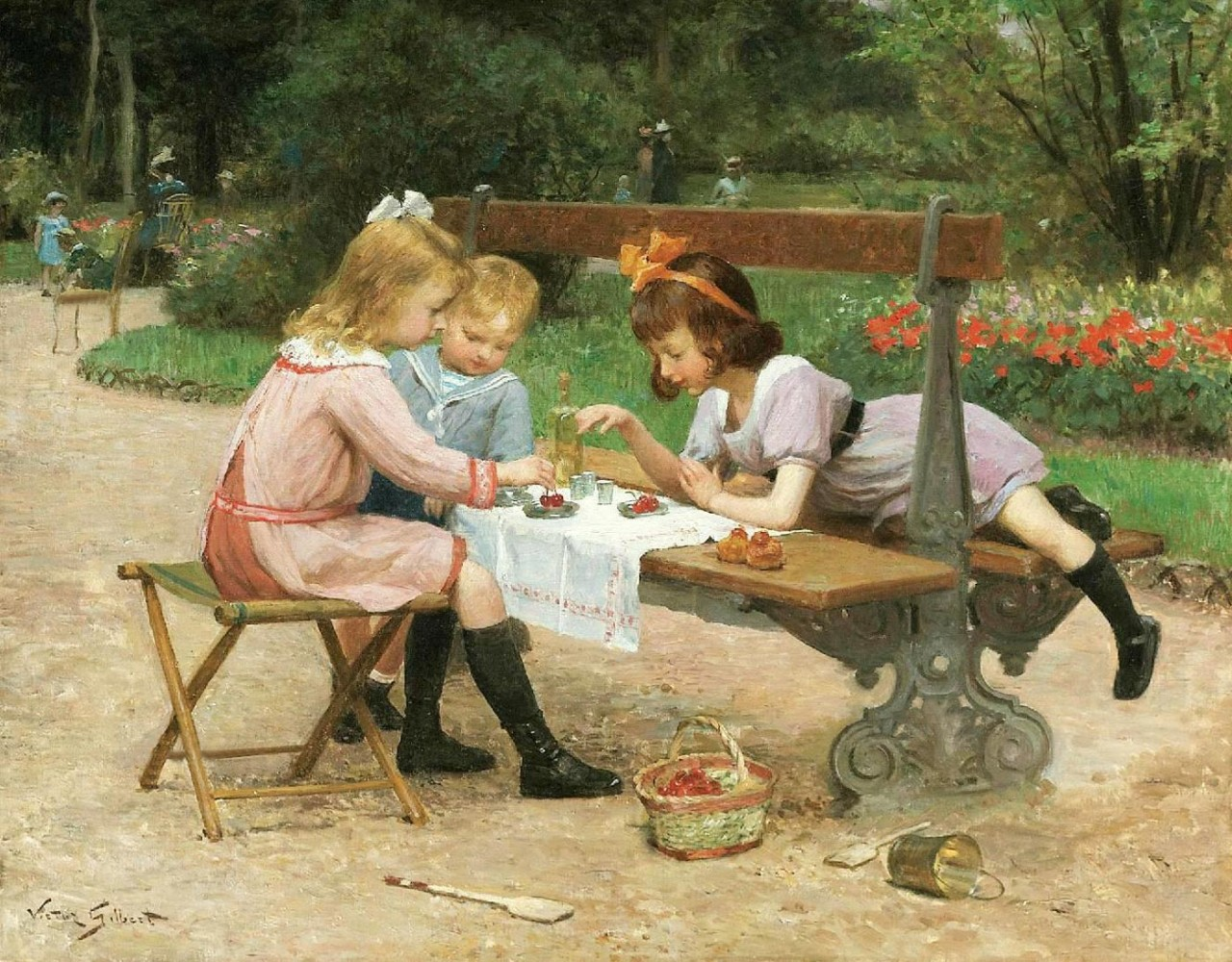
Tè pomeridiano nel giardino pubblico
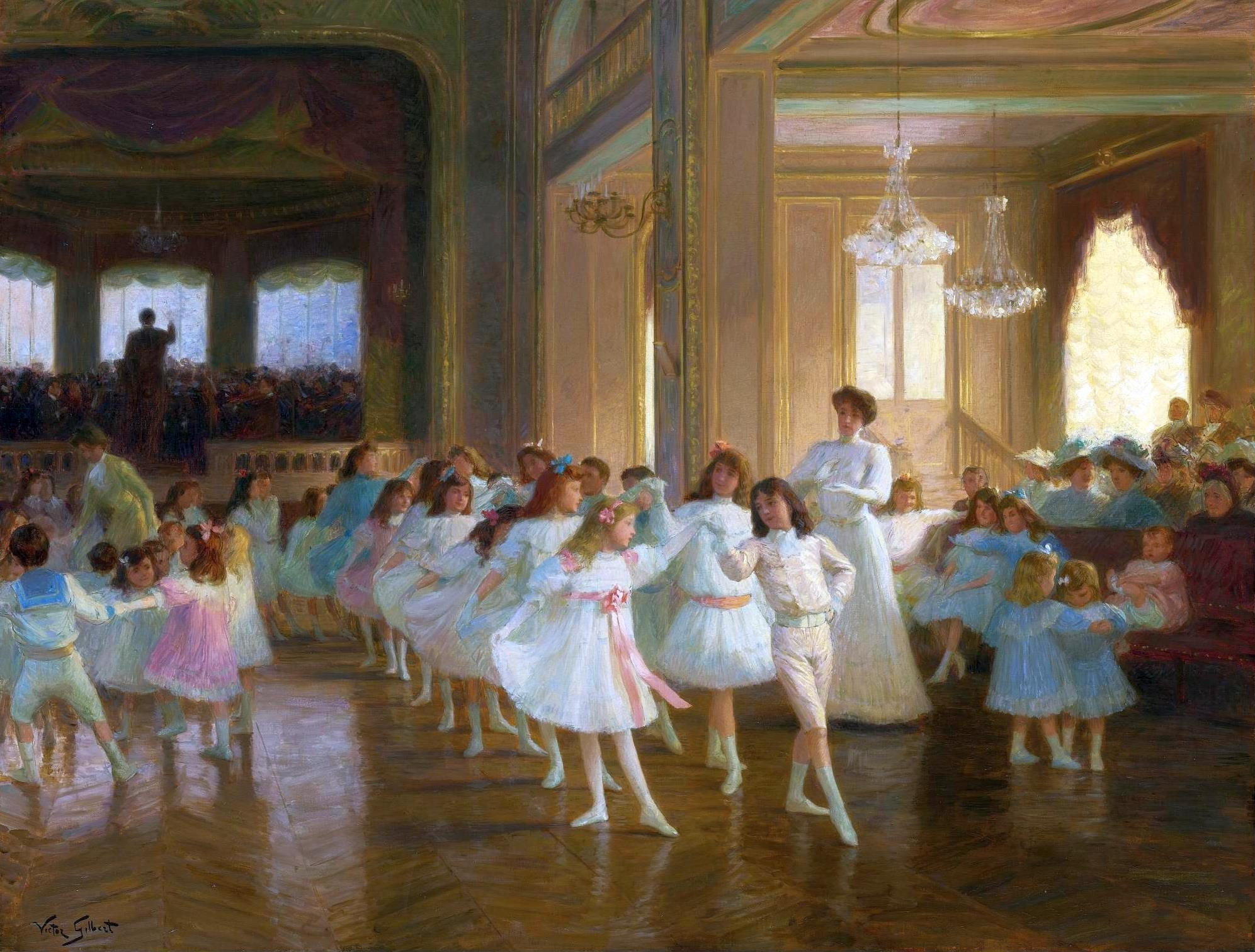
Spettacolo di danza
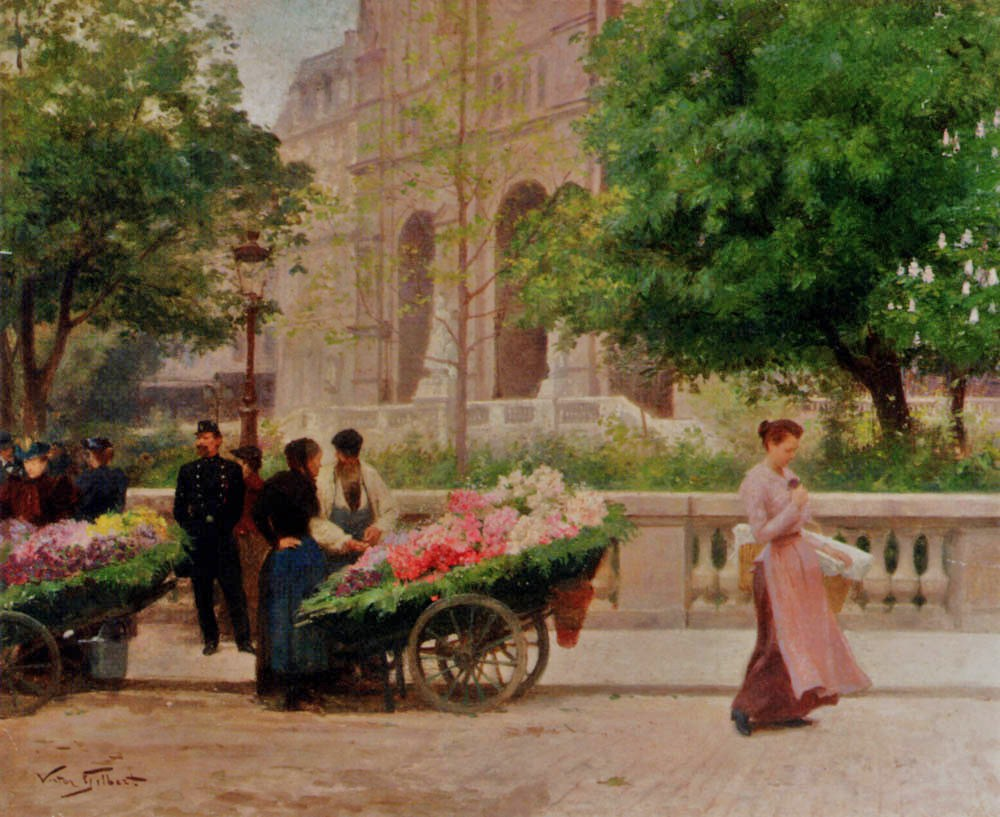
Il luogo della Trinità
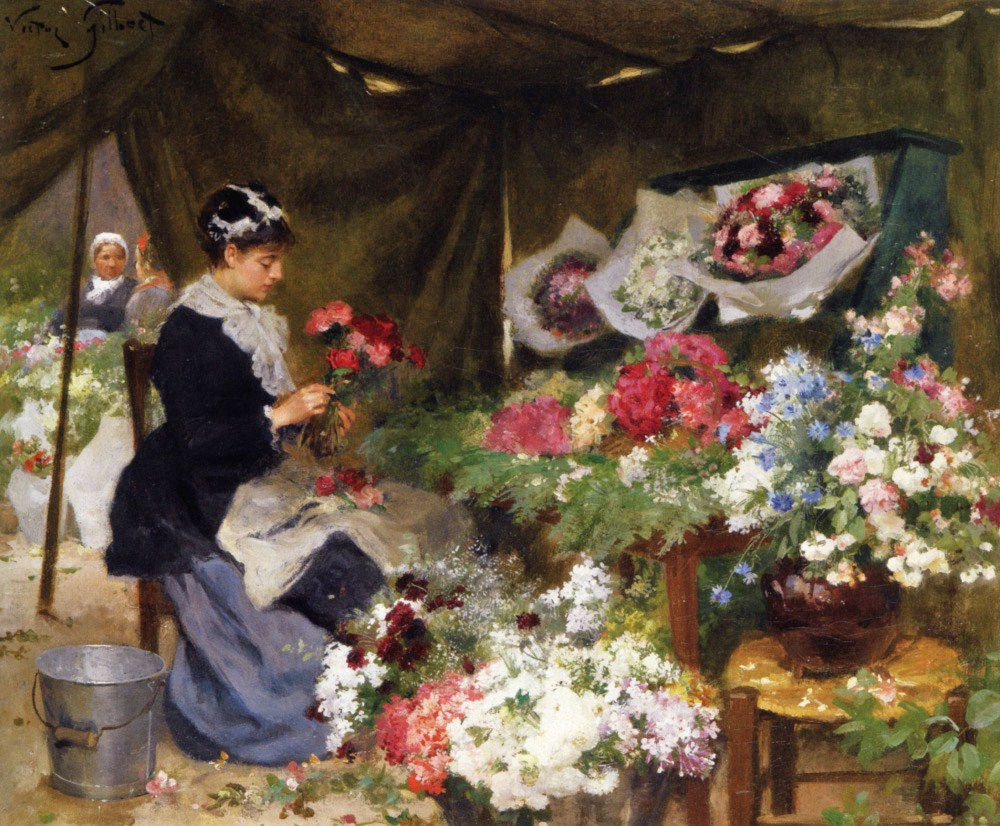
Venditore di fiori che fa un bouquet
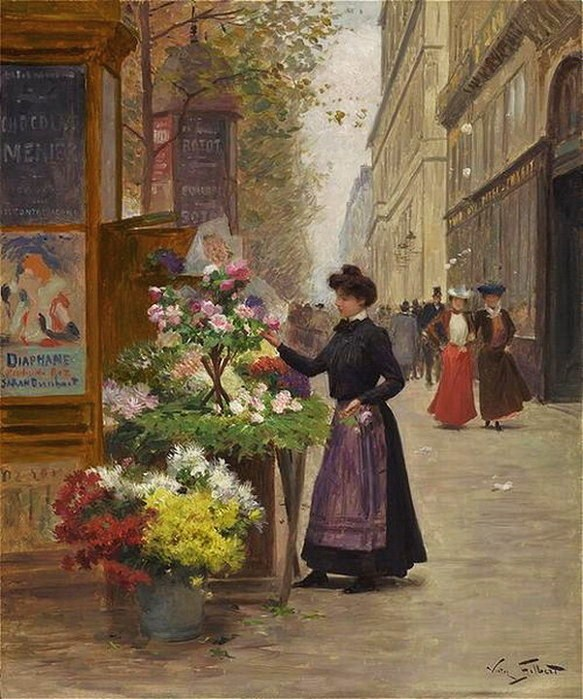
Un venditore di fiori
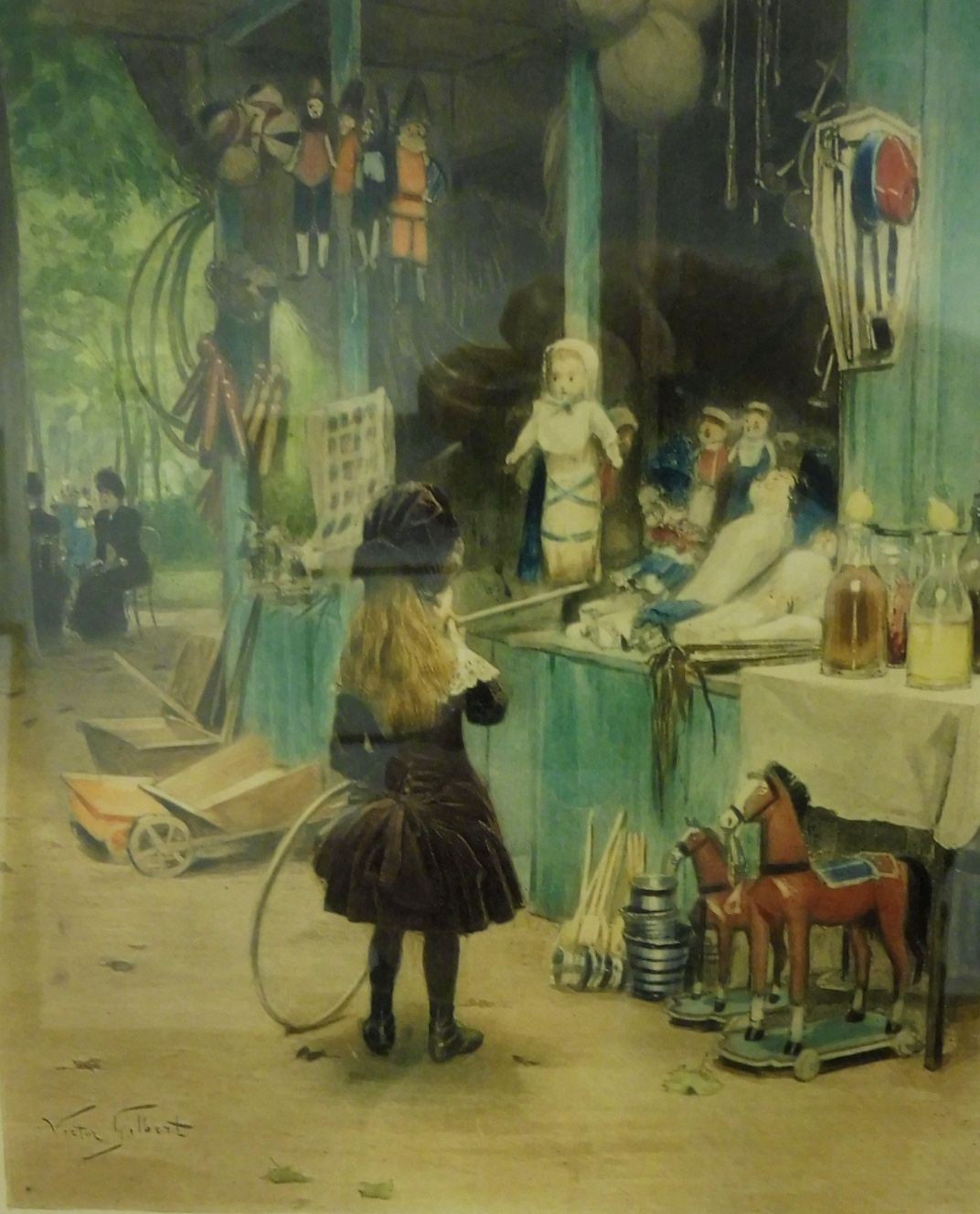
Il negozio di giocattoli
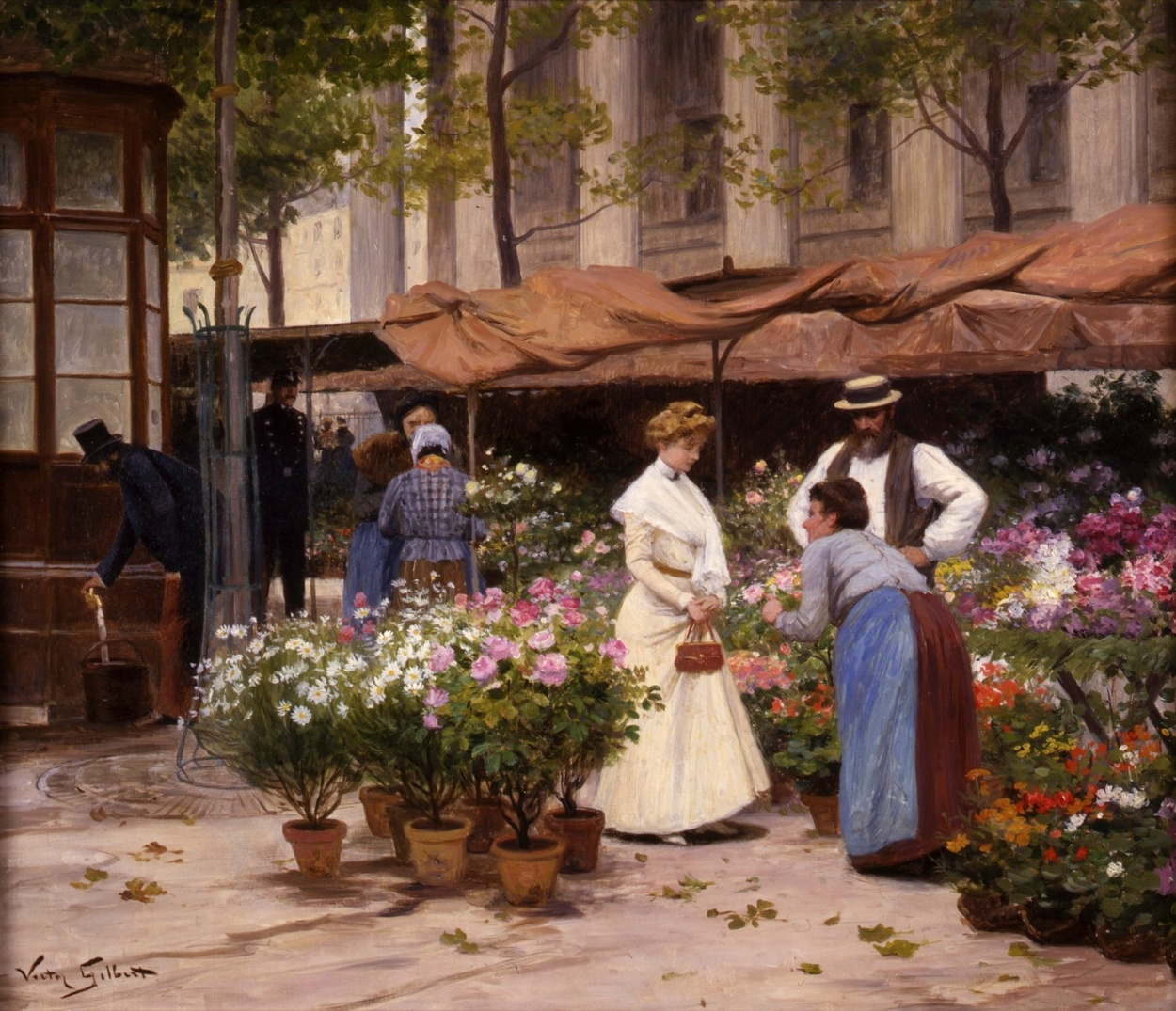
Mercato dei fiori
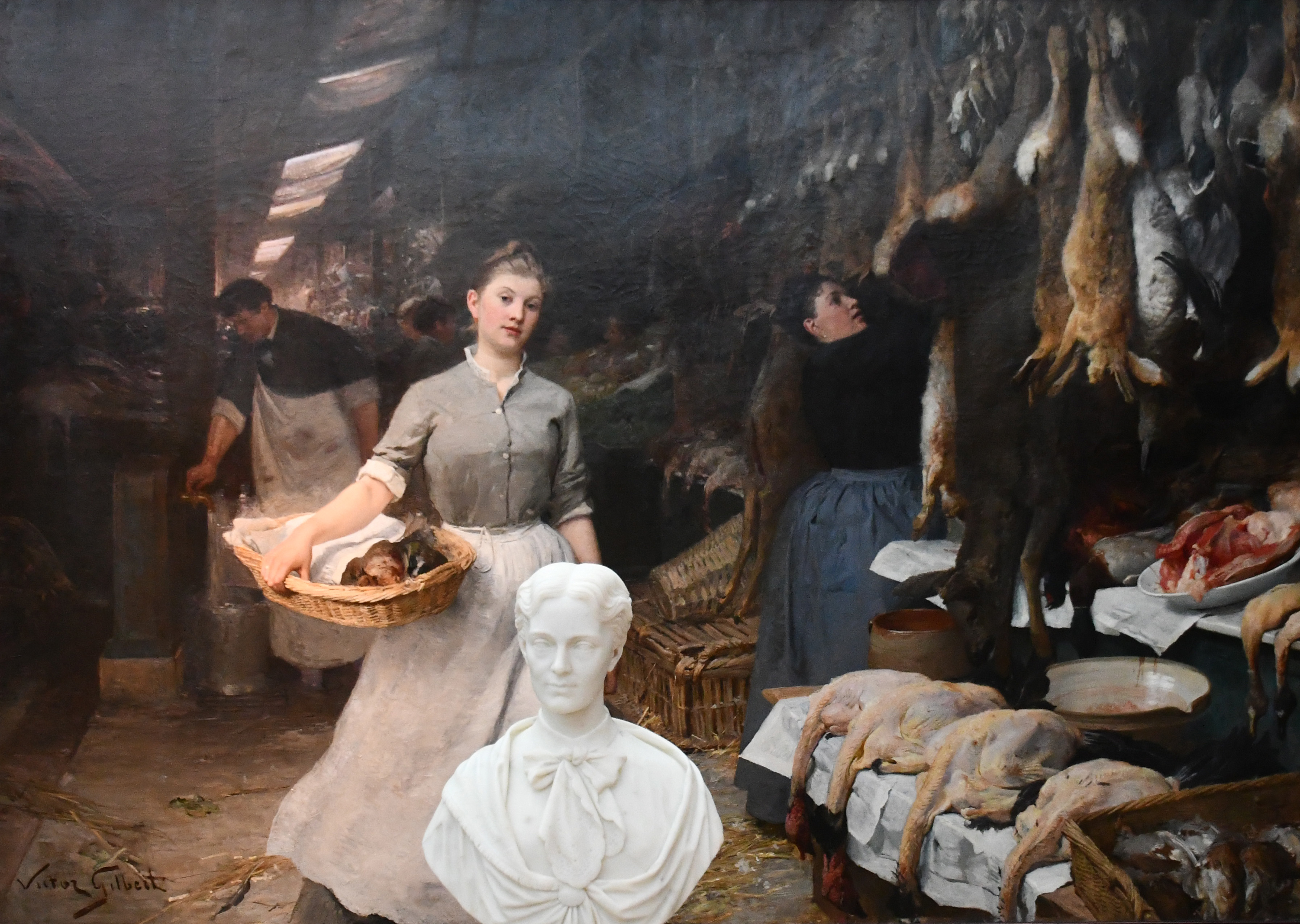
L'angolo del mercato - Musée des Beaux-Arts - Bordeaux. Di fronte, un busto di John Warrington Wood